# Naina Devi
Naina Devi è una città dell'India di 1.161 abitanti, situata nel distretto di Bilaspur, nello stato federato dell'Himachal Pradesh. In base al numero di abitanti la città rientra nella classe VI (meno di 5.000 persone).

## Geografia fisica
La città è situata a 31° 18' 25 N e 76° 32' 07 E.

## Società

### Evoluzione demografica
Al censimento del 2001 la popolazione di Naina Devi assommava a 1.161 persone, delle quali 735 maschi e 426 femmine. I bambini di età inferiore o uguale ai sei anni assommavano a 126, dei quali 70 maschi e 56 femmine. Infine, coloro che erano in grado di saper almeno leggere e scrivere erano 936, dei quali 618 maschi e 318 femmine.